# March Joint Air Reserve Base
La March Joint Air Reserve Base è una base aerea gestita dalla United States Air Force situata nella Contea di Riverside in California a metà strada tra le città di Riverside e Moreno Valley. L'aeroporto è la base del quarto stormo anche noto come 4th Air Force. Attualmente la base si trova sotto il comando dell'Air Force Reserve Command e ospita alcuni degli stormi aerei con il maggiore numero di apparecchi in dotazione all'Air Force Reserve Command. La base ospita anche numerose unità dell'Air Mobility Command, dell'Air Combat Command della Pacific Air Forces. Inoltre la base ospita anche unità dell Army Reserve , della Navy Reserve, del Marine Corps Reserve e della Air National Guard. Per oltre cinquanta anni durante tutto il periodo della Guerra Fredda la base è stata sotto il comando del Strategic Air Command.
La March AFB è una delle basi militari più vecchie ad essere ancora utilizzate dalle forze armate americane. Originariamente costruita come Alessandro Flying Training Field nel febbraio 1918, fu rinominata in March Field in seguito alla morte del pilota Peyton C. March, Jr., figlio del Capo di Stato Maggiore dell'Esercito degli Stati Uniti Peyton C. March.